# Grotte de Trabuc
La grotte de Trabuc, surnommée la « grotte aux 100 000 soldats », se situe dans le nord du département du Gard, sur la commune de Mialet proche de la ville d'Anduze, Languedoc-Roussillon, région Occitanie.

## Spéléométrie
La dénivellation de la cavité est de 215+160−55 mètres pour un développement de 10 500 m.

## Géologie
La cavité se développe au contact des dolomies hettangiennes et du calcaire sinémurien (Lias).

## Histoire des explorations
La grotte est connue depuis l’Antiquité, mais réellement utilisée comme refuge à partir de la fin du  XVIIe siècle. En effet, lors de la guerre des Cévennes, les Camisards avaient pour habitude de se cacher dans les grottes de la région. La grotte tirerait son nom de l'arme favorite des Camisards, le tromblon, ou « trabuc » en occitan.
Dès 1823, Nicod et Gallière explorent la grotte en organisant des expéditions de trois jours passés sous terre. En 1889, les entomologistes V. Maget et G. Mignaud découvrent une nouvelle espèce de coléoptère bathysciné Bathysciola linderi subsp. mialetensis (Abeille, 1881).
En 1899, Félix Mazauric, collaborateur de Édouard-Alfred Martel décrit la grotte dans le bulletin de la Société Spéléologique de France. Un plan du réseau de galeries et de salles est publié en 1920 dans la revue « Spelunca ».
Les premières visites touristiques de la grotte de Trabuc utilisaient l’entrée naturelle et le passage bas de « l’estrangladou », c'est-à dire par une entrée inférieure. En effet, l'entrée touristique est artificielle et constitue l'entrée supérieure de la cavité.
En 1945, Georges Vaucher, aidé de ses fils Marc et Olivier, commence la désobstruction du trou du Vent et découvre le « Nouveau Trabuc ».

## Les cent mille soldats
Cette grotte est célèbre pour une particularité géologique unique au monde : les « cent mille soldats ». Il s'agit d'un ensemble de plusieurs milliers de petites concrétions, semblables à des stalagmites. 
Les scientifiques sont sceptiques quant à leur formation : en effet, il n'y a pas d'eau tombant de la voûte à cet endroit de la grotte, rendant impossible la création de stalagmites. Certains biologistes avancent une théorie faisant appel à des bactéries ou des champignons ; cependant, aucune présence anormale au niveau bactériologique n'a été relevée à cet endroit de la grotte. 
Cette étrange formation peut faire penser aux soldats en terre cuite du Mausolée de l'empereur Qin en Chine, justifiant ainsi le nom de « cent mille soldats » donné par les découvreurs de la grotte.

## Galerie

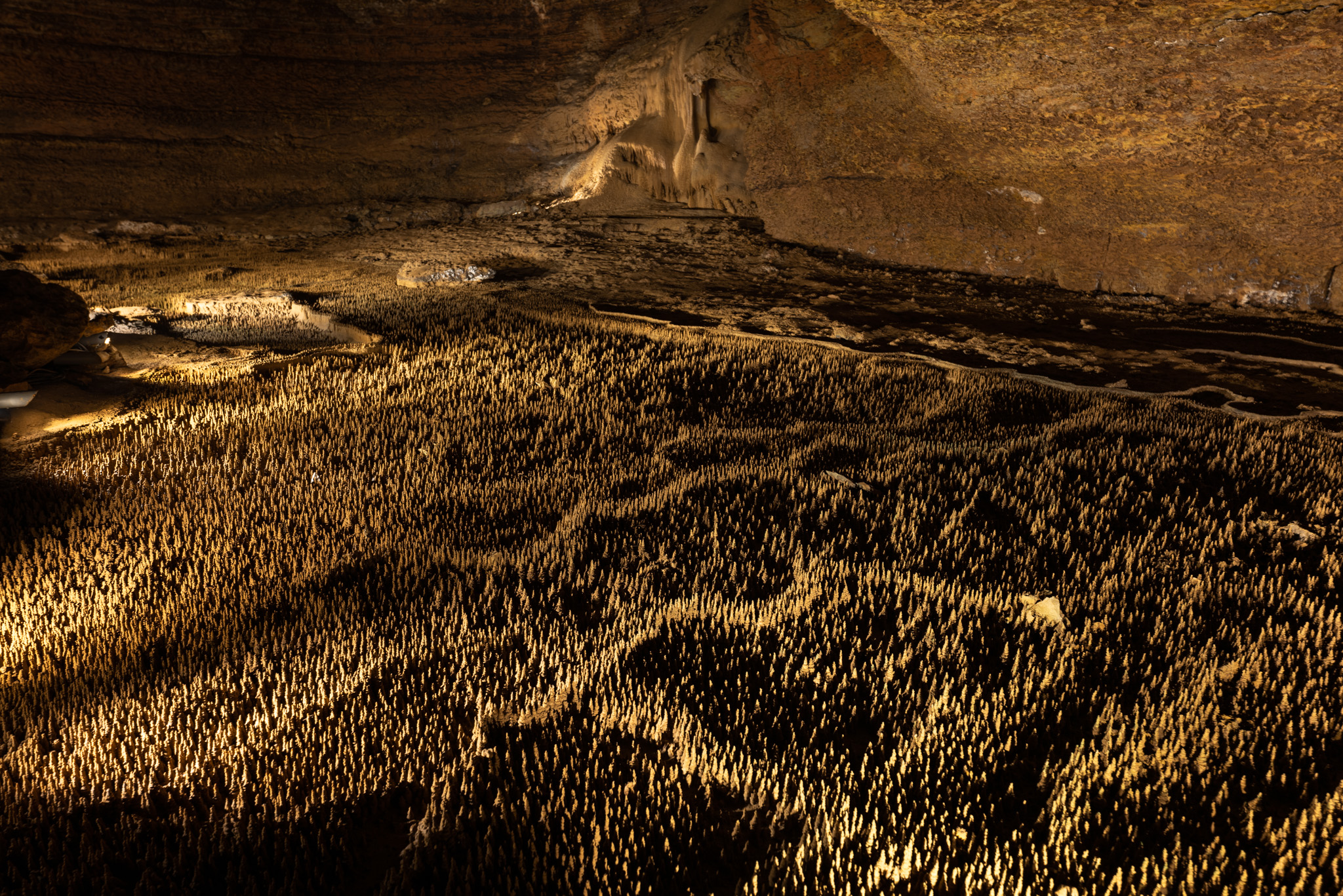
Les cent mille soldats
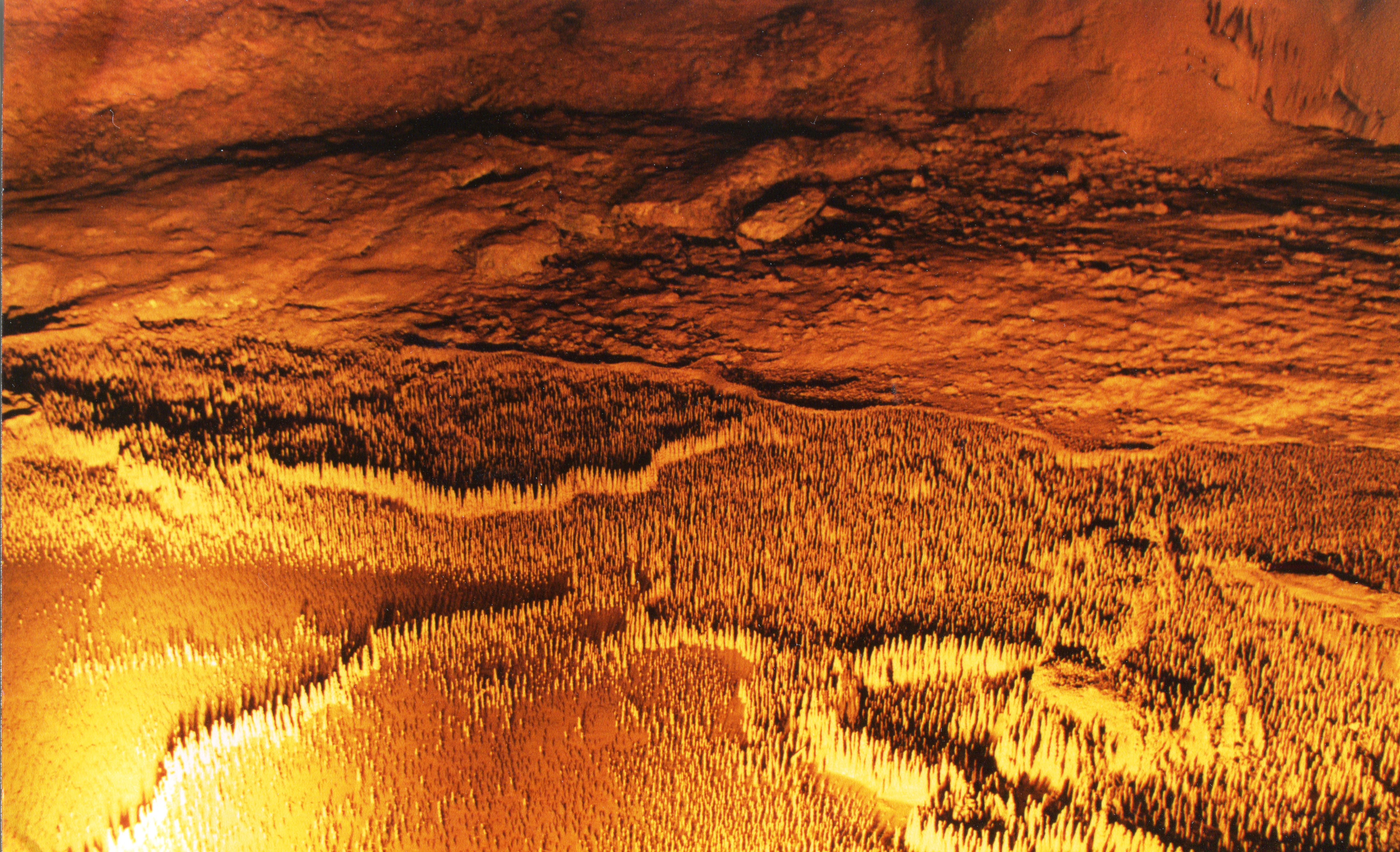
Les cent mille soldats.
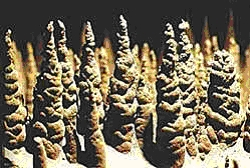
Les « soldats » en vue rapprochée.